# Aloha (weekblad)
Aloha is een Nederlands undergroundweekblad dat van april 1969 tot april 1974 heeft bestaan. Het heette daarvoor Hitweek. In de periode 1999-2005 werd de naam opnieuw gebruikt voor een muziekblad.

## Geschiedenis

### Weekblad
Aloha verscheen tweewekelijks en had in vergelijking met Hitweek een grotere nadruk op strips en grafische vormgeving. Veel jonge Nederlandse tekenaars publiceerden in dit blad. Tevens publiceerde het blad buitenlandse undergroundstrips, zoals die van Robert Crumb, Moscoso en Gilbert Shelton. Doordat Aloha minder aandacht besteedde aan muziek, werd het blad begin jaren zeventig al gauw overtroefd door Muziekkrant OOR.
De omslagen van het tijdschrift werden veelal ontworpen door later bekende tekenaars, zoals Aart Clerkx, Evert Geradts en Joost Swarte, en zijn tegenwoordig een verzamelobject.
Andere tekenaars die in dit blad publiceerden, waren Willem (Bernard Holtrop), Theo van den Boogaard, Rob Peters en Theo Uittenbogaard. De Nederlandse grafisch ontwerper Piet Schreuders ontwierp ook omslagen voor dit blad. 
Een bijzondere uitgave van Aloha was de Staatscourant der Oranje Vrijstaat, het krantje van de Kabouters.
De laatste Aloha verscheen in april 1974.
In oktober - november 1996 vond een retrospectieve tentoonstelling van Aloha (1969-1974) & Hitweek (1965-1969) plaats in het Centrum voor Beeldende Kunsten (nu Z33) in Hasselt (België). Curator Guy Bleus nodigde o.a. schrijver Simon Vinkenoog en vaste medewerker Jan Donkers uit om uitleg te geven bij de magazines en platenhoezen expo The Times - They Are Changing.

### Maandblad
Eind 1999 werd de naam opnieuw gebruikt voor een muziekblad. Deze nieuwe Aloha was qua opzet vergelijkbaar met de Britse bladen Q en Mojo, waarvan het ook enkele artikelen en items overnam. In 2005 ging het op in OOR. Items die niet in dit blad pasten, kwamen terecht in Revolver('s Lust For Life).